# Peter Ebere Okpaleke
Peter Ebere Okpaleke (sinh 1963) là một giám mục của Giáo hội Công giáo Rôma. Ông nguyên là giám mục chính tòa của Giáo phận Ahiara tại Nigeria.

## Tiểu sử
Peter Ebere Okpaleke sinh ngày 1 tháng 3 năm 1963 tại Amesi, Anambra, Nigeria. Ông được thụ phong linh mục vào ngày 22 tháng 8 năm 1992
Ngày 07 tháng 12 năm 2012, linh mục Ebere Okpaleke được Giáo hoàng Biển Đức XVI bổ nhiệm làm giám mục chính tòa của Giáo phận Ahiara. Tổng Giám mục Owerri là Anthony John Valentine Obinna đã chủ tế lễ tấn phong giám mục cho ông vào ngày 21 tháng 5 năm 2013. Các giám mục phụ phong là Tổng Giám mục của Jos, Ignatius Ayau Kaigama, và Tổng Giám mục của Abuja, Hồng y John Onaiyekan.
Trước khi lễ tấn phong diễn ra, các linh mục và giáo dân tại Giáo phận Ahiara đã bày tỏ sự không hài lòng đối với việc bổ nhiệm Peter Ebere Okpaleke làm giám mục. Bởi vì Okpaleke thuộc nhóm dân tộc Igbo, trong khi hầu hết người Công giáo trong giáo phận là người Mbaise, dẫn đến xung đột sắc tộc ở đó. Những đối thủ của ông lập luận, giám mục Ahiara phải đến từ chính giáo phận của mình. Các thanh niên đã chặn đường vào Nhà thờ Ahiara khiến việc phong chức giám mục phải diễn ra tại Tổng Giáo phận Owerri bên cạnh.
Tháng 7 năm 2013 Giáo hoàng Phanxicô phải tạm thời (cho đến năm 2014) bổ nhiệm Hồng y Onaiyekan làm Giám quản Tông Tòa cho giáo phận. Vào tháng 6 năm 2017 Giáo hoàng Phanxicô yêu cầu mỗi linh mục của giáo phận Ahiara phải viết một văn bản tuyên bố trung thành với Đức Giám mục Okpaleke gởi riêng cho ông (giáo hoàng). Bất cứ ai không tuân thủ yêu cầu này trong vòng 30 ngày sẽ bị cách chức.
Ngày 19 tháng 2 năm 2018, Tòa Thánh chấp thuận đơn từ nhiệm của giám mục Okpaleke, đồng thời bổ nhiệm Giám mục Lucius Iwejuru Ugorji, Giám mục chính tòa Giáo phận Umuahia làm Giám quản Tông Tòa.